# Gillray Coutinho
Gillray Coutinho (Além Paraíba, 25 de maio de 1961) é um ator brasileiro.

## Biografia
Iniciou a carreira em 1979, na sua cidade natal, participando do Grupo UAI - União dos Artistas do Interior, formado principalmente por estudantes secundaristas. Naquele ano, já morava no Rio de Janeiro, cursando Veterinária na UFRRJ. Porém, dividido entre as aulas de Veterinária e os palcos, optou pelo teatro. Gillray Coutinho também atua como diretor e dramaturgo. Recebeu os Prêmios Eletrobras(Rio) e Qualidade Brasil (São Paulo) de melhor ator, por sua atuação em O PÚCARO BÚLGARO. Foi indicado ao Prêmio Shell (Rio) pelo mesmo trabalho.

## Trabalhos

### Na TV
| Ano        | Titulo                    | Personagem                                    | Nota                                                    |
| ---------- | ------------------------- | --------------------------------------------- | ------------------------------------------------------- |
| 2025       | Pablo & Luisão            | Radialista                                    | Episódio: "Luis e Luan"                                 |
| 2025       | Garota do Momento         | Dr. Laurentino Dutra                          | Episódios: "2–4 de maio"                                |
| 2024       | Body By Beth              | Brálio                                        |                                                         |
| 2024       | Pedaço de Mim             | Advogado                                      | Episódio: "Juntando os Pedaços"                         |
| 2023       | Amor Perfeito             | Romero                                        | Episódios: "20–21 de setembro"                          |
| 2023       | Mar do Sertão             | Sheik Omar Chaddad                            |                                                         |
| 2022       | Eleita                    | Giovanni                                      |                                                         |
| 2022       | Nos Tempos do Imperador   | Deodoro da Fonseca                            |                                                         |
| 2021       | Um Lugar ao Sol           | Eusébio                                       |                                                         |
| 2021       | Quanto Mais Vida, Melhor! | Piloto Jairo                                  | Episódio: "22 de novembro"                              |
| 2020       | Hebe                      | Genival da Tupi                               | Episódio: "4"                                           |
| 2020       | Éramos Seis               | Sinval                                        |                                                         |
| 2018–atual | Impuros                   | Dr. Burgos                                    |                                                         |
| 2018       | Tempo de Amar             | Sr. Martinez                                  | Episódio: "6 de março"                                  |
| 2017–18    | Os Suburbanos             | Dr. Sófocles                                  |                                                         |
| 2017       | Sol Nascente              | Advogado                                      | Episódio: "1 de fevereiro"                              |
| 2016       | Haja Coração              | Tonho                                         | Episódio: "16 de agosto"                                |
| 2016       | Chapa Quente              | Vítor                                         | Episódio: "Aniversário do Genesinho"                    |
| 2015       | A Regra do Jogo           | Martinho Fagundes                             |                                                         |
| 2015       | Questão de Família        | Henrique                                      | Episódio: "Colateral"                                   |
| 2015       | Magnífica 70              | Jorginho, o montador                          |                                                         |
| 2015       | Amorteamo                 | Padre Lauro                                   |                                                         |
| 2014       | Tapas & Beijos            | Coelho                                        |                                                         |
| 2014       | Joia Rara                 | Seu Batista                                   |                                                         |
| 2014       | Arte do Artista           | Boris Estrabão                                |                                                         |
| 2013       | Pa Pe Pi Po Pu            | Português Sem Noção                           | Episódio de fim de ano                                  |
| 2013       | Malhação Casa Cheia       | Rei do Rum                                    |                                                         |
| 2013       | Copa Hotel                | Padre Benedito                                | Episódio: "Chegada"                                     |
| 2013       | Adorável Psicose          | Tio Kaduk                                     | Episódio: "A Família Bigode"                            |
| 2012       | Amor Eterno Amor          | Chico                                         |                                                         |
| 2012       | A Grande Família          | Valdemar                                      | Episódio: "O Infiltrado"                                |
| 2012       | A Vida da Gente           | Cliente da concessionária                     |                                                         |
| 2012       | Zona do Agrião            | Yata Fonseca                                  |                                                         |
| 2011       | Cordel Encantado          | Tomás de Lampedusa                            |                                                         |
| 2011       | Os Anjos do Sexo          | Ary                                           | Episódio: "Gordos e Magros"                             |
| 2011       | O Astro                   | Valdir                                        | Episódio: "2 de agosto"                                 |
| 2011       | Lara com Z                | Albério                                       |                                                         |
| 2011       | Acampamento de Férias 2   | Delegado                                      |                                                         |
| 2010       | Open Bar                  | Dr. Ubiracy                                   | Episódio: "1"                                           |
| 2010       | A Grande Família          | Dr. Saraiva                                   | Episódio: "O Dito Pelo Maldito"                         |
| 2010       | Passione                  | Detetive que investiga o paradeiro de Berillo | Episódio: "18 de junho"                                 |
| 2010       | S.O.S. Emergência         | Aristides                                     | Episódio: "Tem Pai que é Cego"                          |
| 2009       | Aline                     | Editor                                        | Episódio: "Diário de Aline"                             |
| 2009       | Malhação                  | Victor                                        |                                                         |
| 2009       | Negócio da China          | Detetive                                      |                                                         |
| 2008       | Casos e Acasos            | Marcos                                        | Episódio: "O Papai Noel, a Perna Quebrada e o Presépio" |
| 2008       | Casos e Acasos            | Astolfo                                       | Episódio: "As Testemunhas, o Hóspede e os Amantes"      |
| 2008       | Casos e Acasos            | Médico                                        | Episódio: "O Diagnóstico, o Fetiche e a Bebida"         |
| 2008       | O Super Sincero           | Inspetor da alfândega                         | Episódio: "Alfândega"                                   |
| 2006       | Malhação                  | Acácio                                        |                                                         |
| 2006       | JK                        | Fédulo                                        |                                                         |
| 2004       | Cabocla                   | Gumercindo                                    |                                                         |
| 2002       | Coração de Estudante      | Mecânico                                      |                                                         |

### No Cinema
| Ano  | Titulo                                        | Personagem                       | Nota |
| ---- | --------------------------------------------- | -------------------------------- | ---- |
| 2023 | Mussum, o Filmis                              | Sogro no esquete d'Os Trapalhões |      |
| 2022 | Incompatível                                  | Alfredo                          |      |
| 2014 | Getúlio                                       | Almirante Guilhobel              |      |
| 2014 | Os Caras de Pau em O Misterioso Roubo do Anel | Médico da Prisão                 |      |
| 2014 | Não Pare na Pista                             | Editor                           |      |
| 2013 | Casa da Mãe Joana 2                           | Advogado                         |      |
| 2013 | Giovanni Improtta                             | Luiz Flávio                      |      |
| 2011 | Qualquer Gato                                 | Professor                        |      |
| 2010 | Como Esquecer                                 | Honório                          |      |
| 2010 | Reflexões de um Liquidificador                | Salviano                         |      |
| 2009 | Os Normais 2 - A Noite mais Maluca de Todas   | Garçom                           |      |
| 2008 | Meu Nome Não É Johnny                         | Advogado Renato                  |      |
| 2007 | A Grande Família: O Filme                     | Médico de Lineu                  |      |

### No Teatro
| Ano  | Titulo                                                  |
| ---- | ------------------------------------------------------- |
| 2014 | Vianinha Conta o Último Combate do Homem Comum          |
| 2012 | Jacinta                                                 |
| 2011 | As Polacas, Flores do Lodo                              |
| 2011 | Linda                                                   |
| 2008 | Hamlet                                                  |
| 2006 | O Púcaro Búlgaro                                        |
| 2003 | O Que Diz Molero                                        |
| 2005 | Estatuto de Gafieira                                    |
| 2001 | A Resistível Ascensão de Arturo Ui                      |
| 2000 | Luzes da Bohemia                                        |
| 1999 | A Alma Boa de Setsuan                                   |
| 1998 | Amorzinho                                               |
| 1996 | Novas Histórias do Paraíso                              |
| 1995 | Dança do Homem com a Mala e Outras Histórias Escolhidas |
| 1994 | Lear                                                    |
| 1992 | Completamente Só                                        |
| 1991 | Tiradentes - Inconfidência no Rio                       |
| 1991 | Lampião - Rei Diabo do Brasil                           |
| 1990 | A Mulher Carioca aos 22 Anos                            |